# 現存!古代生物史パッキー
『現存!古代生物史パッキー』（げんぞん こだいせいぶつしパッキー）は、レツによる日本の漫画作品。集英社『週刊少年ジャンプ』にて2011年49号より2012年23号まで連載された。
パキケファロサウルスのパッキーを主人公とするギャグ漫画。話数のカウントは「第○紀」。『最強ジャンプ』2012年3月号に特別読切が、『少年ジャンプNEXT!』2012年春号に袋とじ短篇が掲載された。

## キャラクター

### 古生物
世界的には絶滅したということになっているが、ロストワールドでこの時代まで生き残った。「絶滅」「マニアック」という単語に傷つく個体が多く見受けられる。
パッキー（パキケファロサウルス）
頭突きが大好きな恐竜で、緑の皮膚と四角い目が特徴。一人称は「パッキー」。究極の頭突きを探す旅の最中、頭突き心地が良さそうなタケルの工作がきっかけでタケルと出会い、竹田家に居候することとなる。頭突きが生活や価値観の中心・本能であり、反射的に人や物を頭突いては周囲に多大な被害を与えている。感情の起伏が激しい。一定期間良い頭突きをしないとストレスで死んでしまうと主張している。また、頭突き心地で物の優劣や人の感情・思考が分かるほどの高度な感覚を持つ。およそ2.5頭身で身長1mの幼い体型だが、リアルなパキケファロサウルスの姿に変身することもできる。
人間社会をかなり勘違いしており、「OLは上司のお茶に雑巾のしぼり汁を入れる恐ろしい女たち」「刑務所に入れられたら看守の目を盗みスプーンで壁を掘って脱出せねばならない」などといったことを真剣に考え、ショックを受けてしまうことが多い。人間の高度な技術力を崇拝して、「モダン」「イノベーション」「教養」「ハイテクノロジー」といった人間独自の概念を好む。また「ひき算」「着心地」「火を通す」などの人間の文化も学んだ。硬派なものが好きで、ゆるキャラと呼ばれることを嫌っている。草食恐竜であるため太古の植物の扱いに長け、草を食することも好むが、花を愛でる文化は理解していない。頭皮を鉛筆の文字に擦りつけると消えるため、自身が消しゴムであるという体でタケル・ササコの学校についてきている。デッパリ社では開発部部長を務め、玩具の試作品を頭突いてはその出来を品評している。アピールの強いケラコのことを苦手としている。世話になっているタケルには特に恩義を感じている。
最終回では、大量絶滅を引き起こす巨大隕石の衝突を避けるため、NASAにより隕石の破壊を要請された。隕石に頭突きをした結果、隕石の意識と会話することに成功し、隕石を説得することで衝突を回避することができた。
ケラコ（トリケラトプス）
おしゃれ好きで、裁縫が得意な少女。メガロの刺客として現れ裁縫でパッキーと争ったが、戦いの末パッキーに惚れ込み、遂にはメガロを脱退した。それまでは裁縫教室で先生より上手に服を作って荒らし回る「フリルを着た悪魔」として恐れられており、裁縫に夢中になると恐ろしい風貌を曝け出すが、暴力は好まない。登場初期は不細工なキャラとして描かれていたが、次第に可愛くなった。
ティラノブナリ（ティラノサウルス）
白亜紀の地球を牛耳っていたティラノブナガの2600万代末裔で、侍言葉で話す。通称ティラナリ。ケラコのことが好き。自身が恐竜の代表格ティラノサウルスであることに誇りを持っており、プライドが高い。体格の割に手が小さいことを気にしている。名家の生まれであり礼儀正しいが、真面目過ぎるあまり、他の古生物にはいじられキャラとして扱われている。
スティギー（スティギモロク）
パッキーによく似ており、頭突きが好きな所も共通している。紫の皮膚と三角形の目、パッキーより長い角が特徴。パッキーとはロストワールド時代から頭突き合っていたライバル同士で、他者から「ニセモノ」と呼ばれることを嫌っている。語尾は「○○だぜ」。角を紙に擦りつけると線が描けるため、自身が鉛筆であるという体で谷秀の学校についてきている。人間との常識の違いでトラブルを起こすパッキーに対し、比較的人間社会に順応している。ゆるキャラと呼ばれることを望んでいるほか、自身もＳ町のゆるキャラ「タコピョン」に夢中である。
チンタ（チンタオサウルス）
パッキーの幼馴染で親友。世界征服の野望を達成するため、ファミリーレストラン『メガロ』を経営している。角をライトのように光らせ、相手に催眠をかけ操ることが出来る。角と名前を「チ○コ」に例えられたことが原因で人間を恨み、古生物だけの世界を目指しているが、古生物にもしばしば「チ○コ」と呼ばれている。昔は出来が悪く、細い手足に丸い体型で腑抜けた顔をしていたが、一転して現在は筋骨隆々な体型で強面である。角は感覚器官でもあり、地中から角を出すだけでも周囲を視ることが出来る。
三太（三葉虫,ファコプス・スペキュレーター）
三人組のメガロ戦闘員三葉虫部隊の一員。三人とも、多数の脚はベルトの中に収納しており、体を丸め衝突することで攻撃する。エディアカラ生物群を従えている。
葉子（三葉虫,イレヌス・タウリコルニス）
メガロ戦闘員三葉虫部隊の一員。ケラコとは女子同士であるため仲が良くなった。
虫郎（三葉虫,ネオアサフス・コワレフスキー）
メガロ戦闘員三葉虫部隊の一員。ファミレスでパッキーらと対峙した際にササコに一目惚れし、ササコを象った人形を送るなどしてつけまわした。
エディアカラ生物群
言葉を発さず表情もない小さな謎の生物。作中で登場したのはエディアカラ生物群のうちエルニエッタ・カルニア・ディッキンソニアの3種。普段は三太のベルト内に隠れている。花が誕生する遥か昔の原生代の生物だが、花を愛でて顔(？)を赤らめるだけの感受性を持ち合わせている。
ギガピー（ギガントピテクス）
山小屋に住み着いている古生物。大の人間ヲタクで、人体模型や人形、入れ歯など、様々な人間関連のグッズをコレクションしている。その反面、実際の人間に近づくと雪男と呼ばれ逃げられてしまうため、本物の人間との交流を願っていた。雪山で遭難したタケチカらと出会った際には、初めて人間(=タケチカ)と触れ合えたことに喜び、共に人間っぽいことをしながら暮らそうとした。
マモナガ（ケナガマンモス）
花屋でアルバイトしている。語尾に「～パオ」とつける。温厚で怖がりな外見とは裏腹に陰険で性悪。パン高校で衝動的に花壇を食い荒らした際は、パッキーに濡れ衣を着せるため自らの牙を折って印鑑を偽造しており、大胆な発想とそれを実現する器用さを持ち合わせている。また、パン高校を受験し合格するほどの頭脳も持ち合わせており、高校では毛長部に所属している。マンモスの乱獲に用いられた投擲具がトラウマであり、よく似た形の傘を見ると人間に対する恨みが爆発し暴走してしまう。
店長（スミロドン）
ササコやマモナガの働く花屋「ガーデニングショップ 生態系」の店長。「お花さん」と呼ぶほど花を愛でており、一方で花を食べてしまう草食動物のことは野蛮と吐き捨てている。業務中につい商品を食べてしまったマモナガに対し、逆に食い尽くしてやると怒りを顕わにした。
パッキー父（パキケファロサウルス）
パッキーの父。パッキーより面長で、すね毛のようなものがある。パッキーと同様に頭突きが好きで頭突き中心の思考をしている。人間界旅行で食べたまんじゅうの美味しさに感動し、修行の末に独自に作り上げた「頭突きまんじゅう」屋を営んでいる。まんじゅうに関係ないものは全て道楽とする偏った考えを持つ。パッキーを連れ戻して後継者にするため麦茶小学校の授業参観に訪れるが、まんじゅうからマカロンに浮気していることをパッキーに見抜かれ、負けを認めて引き下がり、代わりにタケルの担任を拉致した。
プシタ（プシッタコサウルス）
ハットとジャケットと尾の剛毛が特徴的なハードボイルド。無口で最低限しか喋らない。体内の胃石を射出し攻撃することが出来るスナイパー。スティギーやパッキーに雇われしばしば協力するが、狙いが失敗しショックを受ける彼らを「くだらん」と一蹴している。
エンボくん（エンボロテリウム）
パッキーの友達で、頭部の角部分に人などを載せ走ることが出来る。二足歩行するときは他の古生物同様喋れるが、四足歩行で走る時は一切喋らないというポリシーを持つ。
ケツァルくん（ケツァルコアトルス）
パッキーの友達で、空を飛んで人などを運ぶことができる。他の古生物と違い、人間に通じる言語は話していないようだが、その咆哮は古生物同士では通じるようである。
プテリゴートゥス
メガロの一員。パッキーをメガロに勧誘したが、『対隕石（メテオ）頭突き』を受け逃げ帰った。タケチカの挟み心地に魅了された。
ケントロサウルス
メガロの刺客。体に生えた多数のトゲが特徴で、ケントロサウルスこそが史上最も格好良いと自称している。しかし、タケルが作った新たなハコジロウが自分より格好良いことにショックを受け、その隙にパッキーの『ナルシス淘汰頭突き』を受け敗れた。

### 人間

#### 竹田家
竹田タケル
麦茶小学校に通う小学3年生。身長125cm。控えめで心優しく、常にパッキーに振り回されている。常識的で平穏を望む地味な人物。夏休みの工作で作った「ダンボールロボハコジロウ」の頭突き心地がパッキーの心を射止め、それ以来パッキーのために「量産型ハコジロウ」を始めとした様々なハコジロウを作り続けている。出会った当初は奔放なパッキーの扱いに悩み同居を拒絶したが、パッキーに助けられその内面を知り、家族として快く受け入れた。
竹田ササコ
タケルの姉で、パン高校に通う高校1年生。パッキーからは「タケル姉」と呼ばれる。恐竜・古生物やゴジラが好きで、次々現れる古生物に人一倍興味を示している。なかなかの美少女だが、母親の血が流れているため怒ると怖い。常識の薄いパッキーや杉田中に頻繁にツッコミを入れている。一時期から花屋でバイトを始めた。
竹田フシコ
タケルとササコの母。旧姓は魔木村。パッキーからは「タケル母」と呼ばれる。かなりのドSで、高校時代は往復ビンタ部に所属しており、「全国の攻撃系部活の部員を全員倒して天下をとった」「伝説の悪魔女帝」として恐れられていた。その力は今でも健在である。パッキーを始めとした古生物らの攻撃を受けるタケチカを見て楽しんでいる。
竹田タケチカ
タケルとササコの父。42歳。パッキーからは「タケル父」と呼ばれる。禿げ頭で小太りした外見であり、パッキーが頭突き心地を評価するように、数々の生物の攻撃し心地をそそる感触であるらしい。実際に、往復ビンタに明け暮れていた学生時代のフシコも、タケチカのはたき心地に魅了されて戦いに興味を失い、前線を退いた。家具が好き。玩具メーカーであるデッパリ社の開発部長だったが、パッキーにその座を奪われOL地下牢世話係となった。開発するおもちゃのセンスはまあまあの域を脱しないが、独学で巨大ロボットやベルト型タイムマシンを作るなど、実は卓越した発明技術を持つ。通気口を移動する器用さもある。タイムベルトでパッキーと共に過去に送られた際、当時15歳のタケチカをパッキーが頭突いて刺激しすぎたため、タケチカの時空間だけ不安定になりしばしば体が透けるようになってしまったが、その乱れを制御する感覚を身に着け、自らの濃淡を自在に操れるようになった。

#### 麦茶小学校
白川 谷子（しらかわ たにこ）
タケルのクラスメイトで学級委員長。眼鏡をかけているため、パッキーから教養モンスターと呼ばれている。生真面目な性格で、奔放なパッキーらを目の敵にしている。フェチが歪んでしまった兄を案じている。
担任の先生
タケル・谷子の担任である男性。24歳。パッキーの初登校時、遅刻生徒と誤解され頭突きを受けた。当初はパッキーに対し毅然と対応していたが、パッキーに論破されてしまい、登校を認めることとなった。日々パッキーの行動に振り回されている他、頭突きまんじゅう屋の後継ぎにされるべくパッキー父に連れ去られるなど、特に被害を被っている。

#### パン高校
杉田中 花夫（すぎたなか はなお）（ヒト）
ササコのクラスメイトで、ササコに好意を寄せている。中学一年生からクロスチョップ部(部員一名)に所属し、日々クロスチョップに明け暮れる生粋の非リア充。クロスチョップを鍛えるあまり、制服の袖は擦り切れて半袖になっている。パッキーを師匠と呼び慕っており、一時期はパッキーに教えを乞い頭突き部に転部したが、パッキーとササコの言葉でクロスチョップ部に復帰した。ティーレンジャーなどの戦隊モノが好きで、毎年そのデザインのタンクトップを買っていた。
体力は極めて高く、古生物たちと互角に戦えるだけでなく、ビル群の壁を蹴り忍者のように高速で移動することが出来る程の脚力を持つ。
白川 谷秀（しらかわ たにひで）
ササコのクラスメイトで学級委員長。白川財閥の御曹司で谷子の兄。スティギーの飼い主。クールな美男子でファンも多いが、「変態を見ているのが好き」と言い放つほどの変態で、竹田家や古生物らを気に入っている。

#### 玩具会社 デッパリ社
湾田 奮一郎（わんだ ふるいちろう）
デッパリ社の社長。「ワンダー」に溢れた玩具の開発を求めており、ワンダーの神棚に毎日祈りを捧げ、常に「センサーオブワンダーくん」というワンダー値計測機をかぶっている。突如社長室に現れたパッキーに莫大なワンダーを感じ、ワンダーの神として崇め、神の奔放な行動に無条件で従っている。パッキーのお陰で初心を取り戻したことが決定打となり、パッキーを開発部長に任命した。後日、クロスチョップによる飛行でパッキーと共に社長室に突入した杉田中のことは天使として認識し、クロスチョップ部という部署の部長に任命した。
強ヶ崎 絵里（きょうがさき えり）
デッパリ社の社長秘書。比較的常識人であり、ワンダーに振り回される社長を頻繁に諫めている。
悪のOL ナジリージョ/名尻 久美子（なじり くみこ）
悪魔のようなメイク・髪型が特徴的な女性社員。周囲には「ナジリージョ様」と呼ぶことを強制している。悪のOLとして、真面目に働いたうえで悪事を働くべきというポリシーを掲げており、実際に他人の三倍働いたうえで、社内にトリモチや吸血コウモリを仕掛けたり、部下に雑巾しぼり汁茶を飲ませたりしている。OLを恐れるパッキーに従う社長のせいで女性社員が地下牢に幽閉された際、多くの社員が働かなくてよい環境を享受したのに対し、ポリシー故に悪事を働きにくくなった彼女は強く反発し、地下牢世話係に降格したタケチカと共に戦うが、巨大化したパッキーの『対巨大隕石(アルマゲドン)頭突き』に敗れた。

#### その他
さすらいのムキムキ古生物博士
顔はステレオタイプ化された博士の風貌だが、首から下が筋骨隆々とした謎の老人。古生物に関する解説でしばしば登場する。パッキーについて調査する中で、身を挺してパッキーの頭突き衝動を受け止めた。
白川 谷王（しらかわ たにおう）
谷子・谷秀の父。白川財閥の経営者。棘のように尖ったスーツの肩が特徴。「コンセプト」が口癖。

### その他
巨大隕石
最終回にて登場した、地球に迫る大きな天体。衝突が生きがいであり、衝突し心地で様々な情報を感じ取ることが出来る。地球にある様々な衝突し心地全てを味わえる究極の衝突に期待をしていたが、パッキーにより「ひき算」などの衝突・頭突き以外にも素晴らしいものがあると教わり、それを守るため地球への衝突を取りやめて自爆した。その後、数十cmの大きさにまで砕けて小さくなり、地球上の様々なものの衝突し心地・パッキーに教わった様々な事物を味わうため、竹田家に現れた。パッキーとキャラが被っているとタケルに評された。

## 用語
ロストワールド
あらゆる時代の古生物たちが生存する楽園。パッキーをはじめ、作中の様々な古生物の出身地である。
ファミリーレストラン『メガロ』
古生物による世界征服を目論む悪のファミレス経営会社で、社長のチンタをはじめ多くの古生物によって運営されている。売上金は全て世界征服のための資金としている。
麦茶小学校
校舎の中央が柑橘柄のポットに入った麦茶になっている。
パン高等学校
校舎の中央に巨大なパンが配置されており、そのパンの種類は日々変わる。動力室にあるコアを破壊すると、その巨大なパンが爆発し通常の大きさのパンに分裂する。
喫茶戦隊ティーレンジャー
テレビで放送されている、子供に人気の戦隊ヒーロー。紅茶レッド・緑茶グリーン・コーヒーブラック・いちごオレピンク・ガムシロ透明の五人からなり、ガムシロの透ける体はCGで表現されている。悪の軍団「ムボー」と戦って世界を守り、動物元帥の正体が何の動物なのか暴かんとしている。決め台詞は「青い地球はオレ達が守る！」。
悪の軍団「ムボー」
ティーレンジャーと対立する悪の組織で、人間社会に溢れた必需品を地道に破壊していくことで人間の世界の制服を目論む。軍を率いる動物元帥は、怪人に作戦を指示したり、毛皮や小動物を利用してティーレンジャーから逃げおおせたりと、大学出の頭脳を活かし戦っている。

## 書誌情報
- レツ 『現存!古代生物史パッキー』 集英社〈ジャンプ・コミックス〉、全2巻
  1. 2012年6月4日発売、ISBN 978-4-08-870571-2
  2. 2012年7月4日発売、ISBN 978-4-08-870572-9